# Xenorhina minima
Xenorhina minima és una espècie de granota de la família Microhylidae que viu a Indonèsia.